# Unnamed world
《Unnamed world》為平野綾的第7張單曲。
由King Records於2008年4月23日發售。

## 概要
- 總計第7張的單曲，自第2張單曲《是冒險對吧對吧？》以來，為睽違2年（5作）的動畫主題曲。
- B面曲《Maybe I can't good-bye.》為平野綾本人親自作詞，此為第4張單曲《LOVE★GUN》以來，連續4作由平野綾作詞的歌曲。

## 收錄曲
1. Unnamed world [3:32]
  - 作詞：畑亞貴／作曲：黑須克彦／編曲：黑須克彦・nishi-ken
2. Maybe I can't good-bye. [4:06]
  - 作詞：平野綾／作曲・編曲：黑須克彦
3. Unnamed world（off vocal）
4. Maybe I can't good-bye.（off vocal）

## 商業搭配
- 富士電視台日本電視動畫《二十面相少女》主題曲 #1

## 外部連結
- Lantis的單曲特設頁 （页面存档备份，存于）